# Encephalartos arenarius
Encephalartos arenarius R.A.Dyer, 1956 è una pianta appartenente alla famiglia delle Zamiaceae, endemica delle Province del Capo, in Sudafrica.

## Etimologia
Il nome di questa pianta deriva dal termine latino arena che significa sabbia e fa riferimento alla predilezione di questa specie per i substrati sabbiosi.

## Descrizione

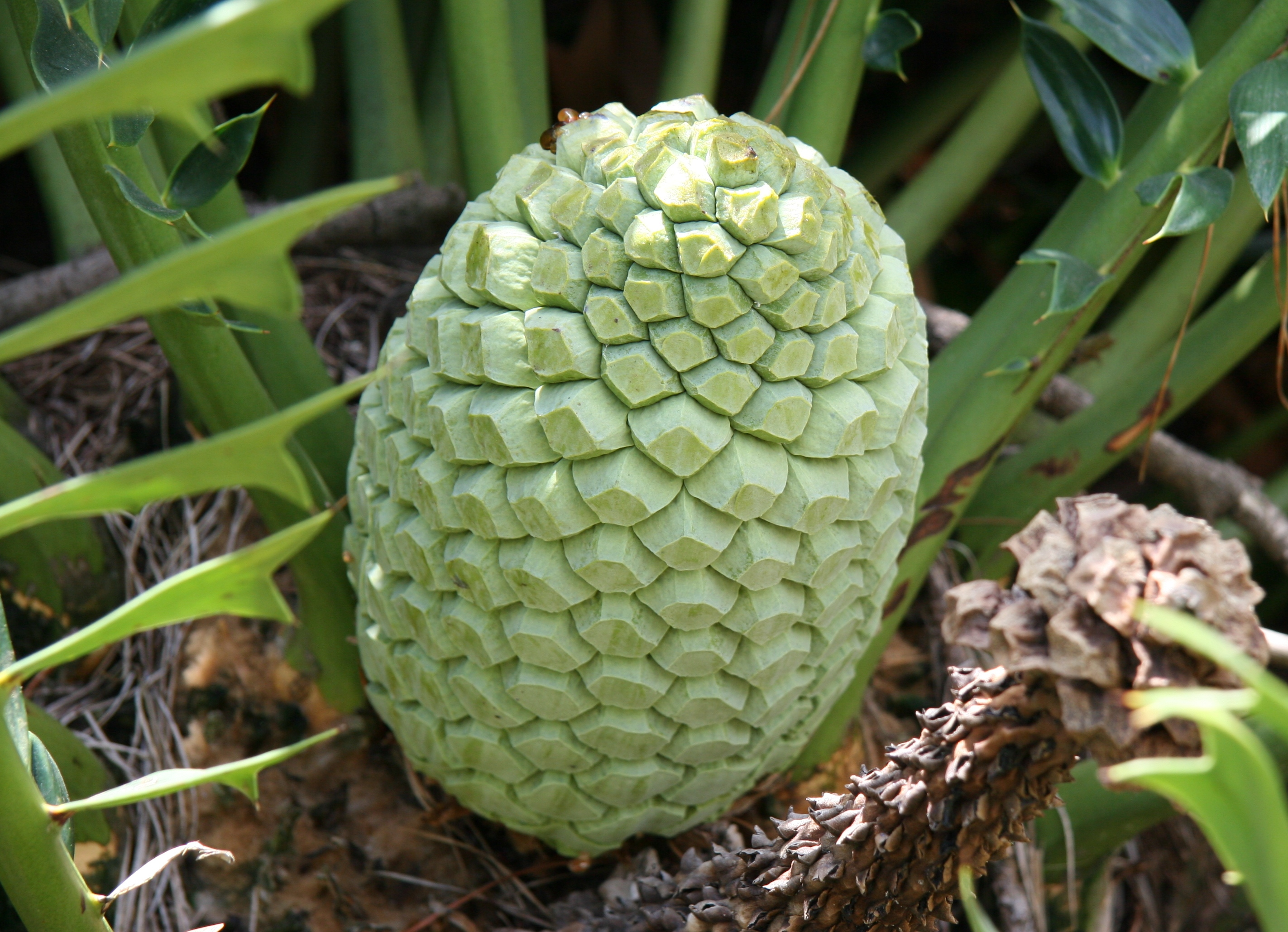
Cono femminile di E. arenarius

Questa pianta è dotata di un fusto in parte sotterraneo, di forma ovoidale, con un diametro di 20–30 cm e un'altezza di un metro.
Le foglie, lanceolate, irregolarmente ritorte su sé stesse e lunghe da 100 a 150 cm, sono composte da foglioline di consistenza coriacea disposte sul rachide in modo alternato. La base del picciolo è tomentosa sul lato dorsale e glabra su quello ventrale.
È una specie dioica, con coni maschili fusiformi, verdastri, lunghi da 30–50 cm e di 8–15 cm di diametro e coni femminili cilindrici, lunghi 35–60 cm e di 20–30 cm di diametro.
I semi sono larghi 20–30 mm, hanno un colore rosso intenso e una forma rozzamente sferica.

## Distribuzione e habitat
L'areale della specie è limitato ad una piccola area costiera del distretto di Alexandria, nella Provincia del Capo Orientale, in Sudafrica.
Cresce in habitat di macchia costiera, su suoli sabbiosi di vecchi sistemi di dune.
Il suo areale si sovrappone parzialmente a quello di Encephalartos altensteinii, e sono stati descritti uno o due sospetti ibridi tra le due specie.

## Conservazione
La IUCN Red List classifica E. arenarius come specie in pericolo di estinzione (Endangered).

La specie è inserita nell'Appendice I della Convention on International Trade of Endangered Species (CITES)